# Star Wars: Empire at War: Forces of Corruption
Star Wars: Empire at War: Forces of Corruption – dodatek do gry komputerowej Star Wars: Empire at War wydany w październiku 2006 przez LucasArts.

## Fabuła
Akcja dodatku zaczyna się niedługo po Bitwie o Yavin. Podczas jej akcji jesteśmy świadkami wielu znanych wydarzeń w uniwersum Gwiezdnych wojen, jak np. zajęcie Bespinu czy Bitwa pod Endorem. Tyber Zann lider nowej frakcji Konsorcjum Zanna, rozpoczyna swoją kampanię w więzieniu na Kessel, skąd ucieka z pomocą Hana Solo i Chewbacca.
Po ucieczce Zann zaczyna realizować plan zemsty na Jabba the Hutt, przez którego znalazł się w więzieniu, odkrywa sekretny artefakt przez co naraża się na konflikt z Imperium oraz Sojuszem Rebeliantów.